# 1984년 동계 올림픽 산마리노 선수단

1984년 동계 올림픽 산마리노 선수단은 유고슬라비아 사라예보에서 개최된 1984년 동계 올림픽에 참가한 올림픽 산마리노 선수단이다. 지난 대회인 1980년 동계 올림픽에는 불참하였으며, 이번이 두번째 동계 올림픽 참가이다.
총 세 명의 선수가 두 종목에 참가하였으며, 메달 순위권에는 들지 못했다.

## 알파인스키
남자
| 선수                | 종목   | 1차     | 1차  | 2차     | 2차  | 총합    | 총합 |
| 선수                | 종목   | 시간    | 순위 | 시간    | 순위 | 시간    | 순위 |
| ------------------- | ------ | ------- | ---- | ------- | ---- | ------- | ---- |
| 크리스티안 볼리니   | 대회전 | DNF     | –    | –       | –    | DNF     | –    |
| 프란체스코 카르델리 | 대회전 | 1:49.00 | 69   | DNF     | –    | DNF     | –    |
| 크리스티안 볼리니   | 회전   | 1:23.50 | 62   | 1:16.54 | 41   | 2:40.04 | 43   |
| 프란체스코 카르델리 | 회전   | 1:17.67 | 59   | 1:16.06 | 40   | 2:33.73 | 40   |

## 크로스컨트리
남자
| 종목 | 선수                | 결과      | 결과 |
| 종목 | 선수                | 시간      | 순위 |
| ---- | ------------------- | --------- | ---- |
| 15km | 안드레아 사마리타니 | 1'03:05.3 | 82   |
| 30km | 안드레아 사마리타니 | 2'26:55.9 | 69   |

## 참조
- 올림픽 공식 리포트보관됨 2011-11-26 - 웨이백 머신 (PDF 파일)